# Krzysztof Majchrzak
Krzysztof Majchrzak (n. 2 martie 1948, Gdańsk, Polonia) este un actor de film polonez. Primul său rol într-o producție majoră a fost în Pământul făgăduinței, film din 1975 regizat de Andrzej Wajda. Din 1975 a apărut în 30 de filme. A fost nominalizat la premiul pentru cel mai bun actor pentru rolul său în Pornografia la Premiile Filmului Polonez din 2004. În 2006 a apărut în Imperiul minții, film regizat de David Lynch.

## Filmografie
- Pământul făgăduinței (1975)
- Golem (1980)
- Unde te duci? (2001)
- Imperiul minții (2006)

- 1974: Ziemia obiecana − Socha, chłop z Kurowa
- 1974: Koniec babiego lata − Janek Kozioł
- 1975: Opadły liście z drzew − partyzant Nożyk
- 1975: Czterdziestolatek − inżynier Szczygieł w odc. 10 „Pocztówka ze Spitzbergenu czyli oczarowanie”
- 1976: 07 zgłoś się − Michał, narzeczony Celiny w odc. 2 „Wisior”
- 1976: Brunet wieczorową porą − widz w kinie
- 1976: Wakacje − bramkarz Rysiek
- 1977: Wesołych świąt − „Ruina”
- 1979: Ród Gąsieniców − Franek Gąsienica, syn Pawła (odc. 1); Izydor Gąsienica, syn Józka (odc. 5)
- 1979: Aria dla atlety − Władysław Góralewicz
- 1979: Wolne chwile − Krzysztof Kwaśniewski
- 1979: Golem − brat Rozyny
- 1980: Wściekły − Lewus
- 1981: Konopielka − Kaziuk Bartoszewicz
- 1984: Yesterday − Biegacz, nauczyciel przysposobienia obronnego
- 1985: Siekierezada − Kaziuk
- 1985: Ga, ga. Chwała bohaterom − policjant z urwaną ręką
- 1991: Kuchnia polska − mjr Bolko
- 1991-1992: Kuchnia polska (serial) − mjr Bolko
- 1994: Cudowne miejsce − ksiądz Andrzej
- 1998: Amok − „Rekin”
- 1998: Historia kina w Popielawach − Józef Andryszek Piąty
- 2000: Marszałek Piłsudski − Eligiusz Niewiadomski, morderca Gabriela Narutowicza
- 2001: Quo vadis − Ofoniusz Tygellinus
- 2001: Tam, gdzie żyją Eskimosi − płk Vuko
- 2003: Pornografia − Fryderyk
- 2006: Inland Empire − Fantom
- 2007: Lynch − Widmo
- 2007: More Things That Happened  − Upiór
- 2016: Las, 4 rano − Forst